# Casino La Floresta
El casino La Floresta és un edifici de la Floresta de Sant Cugat del Vallès que es va inaugurar el 21 de maig del 1933 amb presència del llavors president del Parlament de Catalunya, Lluís Companys; i és que el Casino va significar un dels símbols del creixement i èxit de la burgesia barcelonina. Tenia tres plantes: un restaurant, una sala de jocs amb billar, ping-pong... Després d'anys d'abandonament l'edifici en l'actualitat és un casal on es fa diferents activitats, festes majors... etc.

## Descripció

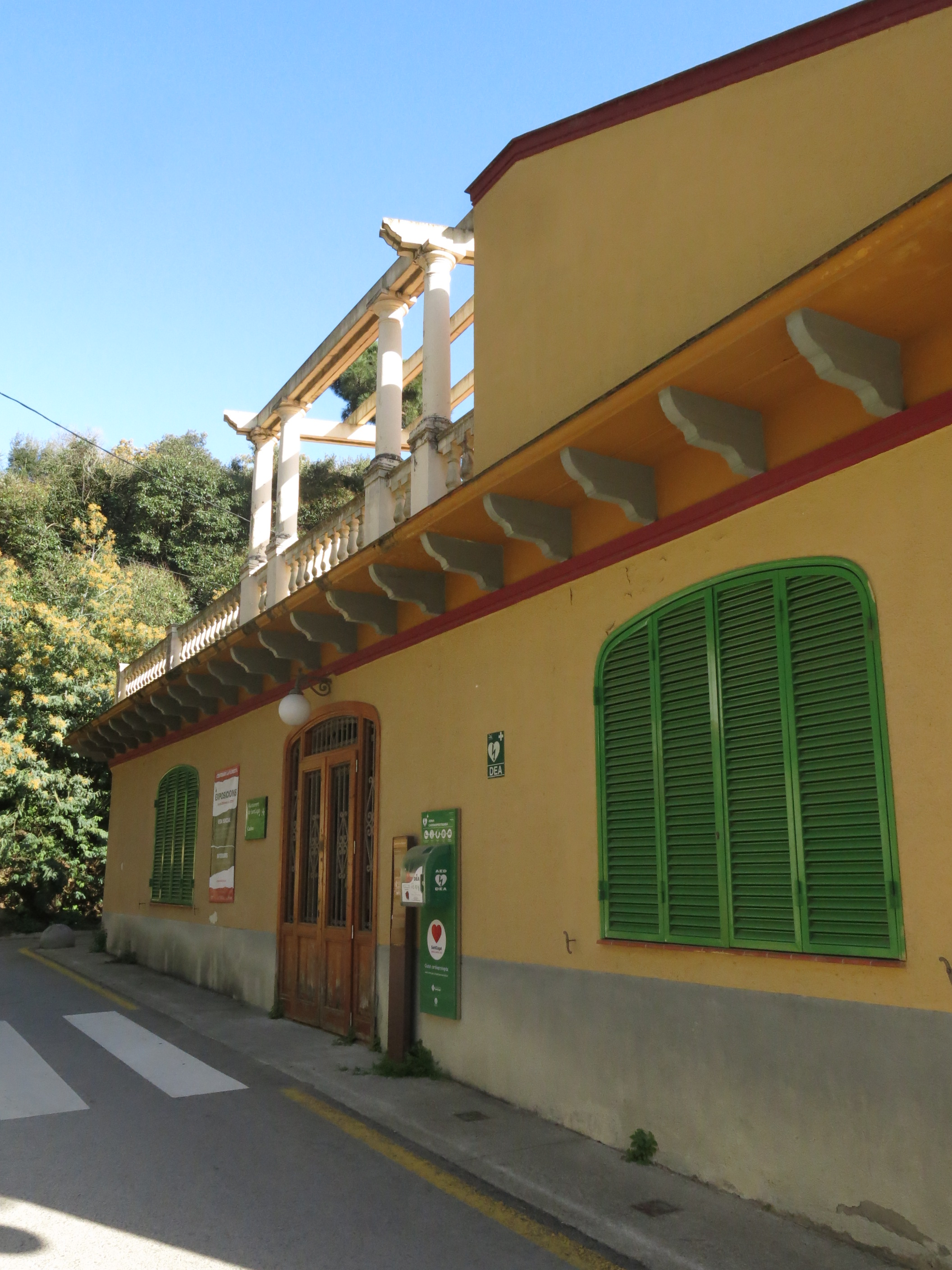
Façana que dona al carrer

Edifici destinat a centre d'esbarjo que fou construït en un lloc on el terreny fa desnivell. Presenta una estructura rectangular en la que s'hi ha fet tres pisos d'alçat aprofitant el desnivell. Aquests estan destinats a bar, sala de cinema, i teatre i pista de festes i de ball.
Presenta una decoració clàssica amb un ordre dòric molt esquematitzat. Hi ha balustrades i columnes. Incorpora elements de la tradició constructiva local.
El 1929 es demanà una llicència d'obres per fer una pista de ball sobre el túnel de l'estació de les Planes. El 1930 es modifica parcialment el projecte amb ampliació. El 1981 hi ha una ordre de l'Ajuntament perquè sigui netejat i protegit l'edifici.